# Приступить к ликвидации (роман)
«Приступить к ликвидации» — повесть Эдуарда Хруцкого из серии произведений об Иване Александровиче Данилове, начальнике Отдела по борьбе с бандитизмом МУРа, и его коллегах.
Действие разворачивается в 1943 году в Москве и Ленинграде. В ходе перестрелки с милицией убит мелкий уголовник. Раскручивая это дело, сотрудники МУРа выходят на след особо опасной банды, занимающейся подделкой продуктовых карточек, с помощью которых производят хищение продуктов, а продукты выменивают на произведения искусства в блокадном Ленинграде. Кроме того, банда совершает налёты на продуктовые магазины в Москве.
Фильм «Приступить к ликвидации» не является экранизацией данной повести. В основу фильма положена повесть «Четвёртый эшелон», которая тоже входит в серию произведений о Данилове, но рассказывает о событиях 1945 года.